# Campoletis mucronella
Campoletis mucronella là một loài tò vò trong họ Ichneumonidae.